# Bagneux (Meurthe-et-Moselle)
Bagneux is een gemeente in het Franse departement Meurthe-et-Moselle (regio Grand Est) en telt 142 inwoners (2005). De plaats maakt deel uit van het arrondissement Toul.

## Geografie
De oppervlakte van Bagneux bedraagt 8,7 km², de bevolkingsdichtheid is 16,3 inwoners per km².
De onderstaande kaart toont de ligging van Bagneux (Meurthe-et-Moselle) met de belangrijkste infrastructuur en aangrenzende gemeenten.

## Demografie
Onderstaande figuur toont het verloop van het inwonertal (bron: INSEE-tellingen).